# Osamu Tezuka

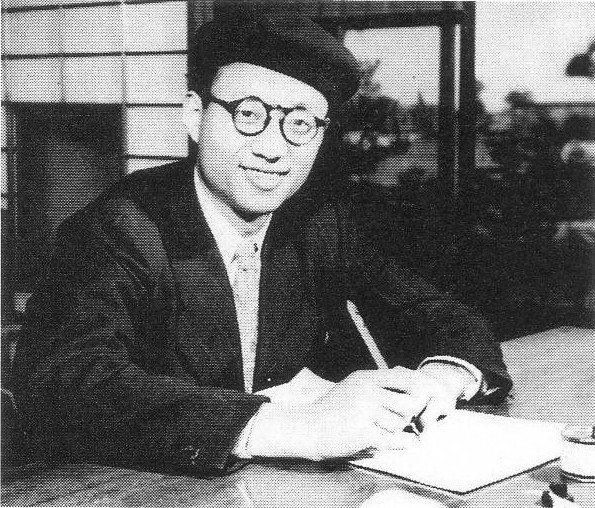
Osamu Tezuka, 1951

Osamu Tezuka (japanisch 手塚 治虫, eigentlich: 手塚 治, Tezuka Osamu; * 3. November 1928 in Toyonaka; † 9. Februar 1989) war ein japanischer Manga-Zeichner, Animationskünstler und Regisseur. Er war maßgeblich an der Entwicklung des modernen Mangas und Animes der Nachkriegszeit beteiligt. In seinem umfassenden Werk schuf er zahlreiche technische wie erzählerische Innovationen, was ihm Spitznamen wie „Vater des Manga“ (マンガの父 Manga no Chichi) oder „Gott des Manga“ (マンガの神様 Manga no Kami-sama) einbrachten.
Zu seinen berühmtesten Arbeiten zählen beispielsweise Astro Boy, Black Jack, Prinzessin Saphir und Kimba, der weiße Löwe.

## Leben

### Kindheit und Jugend
Osamu Tezuka wurde 1928 als ältestes von drei Kindern geboren. Sein Vater Yutaka war fasziniert von Comics und Zeichentrickfilmen und so erreichte diese Faszination auch die Kinder. Als Tezuka sieben Jahre alt war, zog die Familie nach Takarazuka. Die Stadt war bekannt für ihre Vergnügungsparks und das angesehene Frauentheater Takarazuka Revue. In Takarazuka ging Tezuka in die Grundschule und wurde dort von anderen Kindern tyrannisiert, weil er recht klein für sein Alter war. 1937, mit neun Jahren, zeichnete er seinen ersten Comic, der den Namen Pin Pin Sei-chan trug und autobiographische Züge aufwies. Seine Familie, seine Lehrer und seine Mitschüler schätzten sein zeichnerisches Können. In der Grundschulzeit beschäftigte er sich neben dem Zeichnen und dem Lesen von Comics (besonders an den Werken des Mangaka Tagawa Suihō fand er Gefallen) auch mit Insekten. Weil er so von Insekten fasziniert war, fügte er der Kanji-Schreibweise seines Vornamens (治) das Zeichen für Insekt (虫, mushi) hinzu. Diese Schreibweise seines Namens verwendete er zunächst nur bei seinen Comics, als Erwachsener schrieb er seinen Namen grundsätzlich mit dem Zusatzzeichen.
Zur Zeit des Zweiten Weltkrieges wurde er, wie viele seiner Mitschüler in der Mittelschule, zur Waffenproduktion in eine Fabrik eingeteilt und musste eine Ausbildung zum Soldaten durchlaufen. Nach dem Kriegsende zeichnete er eine unüberschaubare Anzahl an Comics, bis er schließlich 1946 mit Mā-chan no Nikkichō (dt. „Ma-chans Tagebuch“) in der Kinderzeitung Shōkokumin Shimbun seinen ersten Manga veröffentlichte. Wie alle seine 1946 entstandenen Anfangswerke war auch diese Arbeit eine Reihe von Comicstrips (Yonkoma) und erschien in Zeitungen. Tezukas Ziel lag jedoch in einer Veröffentlichung von Mangas mit langen, durchgehenden Handlungen (Story-Manga) in Buchform, wie er sie während des Krieges vermehrt gezeichnet hatte.
Tezuko studierte ab 1945 an der Universität Osaka Medizin und war sich zunächst nicht sicher, ob er Arzt oder Comiczeichner werden sollte. Er setzte das Studium auch nach seinen ersten Erfolgen als Mangaka fort und schloss es mit einer Promotion ab, war allerdings nie als Mediziner tätig.

### Erfolge als Mangaka
Gemeinsam mit Shichima Saki, einem bereits in den Manga-Markt etablierten Zeichner, entwarf Tezuka 1947 den Manga Shin Takarajima (dt. „Die neue Schatzinsel“) nach bekannten Abenteuergeschichten wie Die Schatzinsel, Robinson Crusoe und Tarzan. Dies war seine erste Buchveröffentlichung und gleichzeitig sein erster veröffentlichter Story-Manga. Dieses Werk verkaufte sich über 400.000-mal und verhalf ihm zum Durchbruch. Vollkommen zufrieden war Tezuka mit Shin Takarajima allerdings nicht, da Shichima Sakai einen Teil der Handlung strich. Dieser sei für Kinder ungeeignet gewesen.
In den folgenden Jahren widmete er sich einer Reihe von Science-Fiction-Comics (Metropolis, Lost World und Kitarubeki Sekai). Außerdem setzte er vor allem Ende der 1940er und Anfang der 1950er Jahre bekannte Geschichten in Form von Comics um. Er schuf Adaptionen von beispielsweise King Kong (1947), Faust (1949), Bambi (1951), Pinocchio (1952) oder Schuld und Sühne (1953). Weil er weiterhin genügend Erfolg hatte, ging er 1952 nach Abschluss seines Medizin-Studiums nach Tokio, um sich dort ganz auf seine Karriere als Mangaka zu konzentrieren.
Zwei Jahre zuvor, 1950, war in der Zeitschrift Manga Shōnen das erste Kapitel seines Mangas Kimba, der weiße Löwe erschienen. Zuvor waren alle seine Werke unmittelbar als Bücher publiziert worden. Mit Kimba wagte sich Tezuka das erste Mal an eine Magazinveröffentlichung. Tezuka erzählte vom Leben eines kleinen weißen Löwen, der nach dem Tod seines Vaters den Dschungel regieren soll. In den nächsten Jahren zeichnete Tezuka viele weitere, größtenteils erfolgreiche Manga. Das 1952 erstmals veröffentlichte Astro Boy entwickelte sich zu einem seiner bekanntesten Werke. Ein kleiner Roboterjunge muss in dieser Geschichte, die im Jahr 2003 spielt, der Gesellschaft oftmals Heldentaten erweisen. Einen Gegensatz zu Astro Boy bildete der Manga Ribon no Kishi, der – 1953 veröffentlicht – als einer der ersten Shōjo-Manga gilt. Diesen an Mädchen gerichteten Comic zeichnete er in Erinnerung an die Vorführungen der Takarazuka Revue, die Tezuka in seiner Jugend gesehen hatte. 1954 war das Startjahr von Tezukas unvollendet gebliebenem Lebenswerk Hi no Tori über einen Phönix, dessen Blut Unsterblichkeit verleihen kann.
Im Jahr 1953 zog Tezuka in den Apartment-Komplex Tokiwa-so in Tokio ein, wo später auch die Mangaka Shōtarō Ishinomori, Fujio Akatsuka und das Zeichnerteam Fujiko Fujio lebten und Tokiwa-so zu einem mittlerweile legendären frühen Zentrum der Manga-Kunst machten. Mit einem Einkommen von über zwei Millionen Yen pro Jahr war Tezuka 1954 der am meisten verdienende japanische Zeichner. Neben dem beruflichen Erfolg, aber auch dem Stress, den ihm das ständige Zeichnen bereitete, heiratete er 1959 Etsuko Okada, mit der er drei Kinder hatte: Makoto (* 1959), der sich später als Anime-Regisseur betätigte, Rumiko (* 1964) und Chiiko (* 1969) Tezuka. 1961 verlieh ihm die Medizinische Hochschule Nara einen Doktortitel für eine Arbeit, die er geschrieben hatte. Obwohl Tezukas Leidenschaft dem Manga-Zeichnen galt, beschäftigte er sich auch weiterhin stark mit Medizin.

### Eintritt in die Anime-Branche
1960 wurde sein Manga Boku no Son Gokū als knapp 90-minütiger Zeichentrickfilm Saiyūki adaptiert, für den er auch das Storyboard anfertigte. Damit war ihm ein lang ersehnter Traum in Erfüllung gegangen, da er schon seit Jahren Animationsfilme wie Walt Disney oder Max Fleischer machen wollte. Doch war Tezuka unzufrieden mit der mangelnden Kontrolle über den Film, den er in der Zusammenarbeit mit Tōei Animation hatte. Dennoch arbeitete er noch für zwei weitere Filme mit dem Studio zusammen. 1961 gründete er sein eigenes Anime-Studio, Tezuka Dōga Production. Dieses wurde sieben Monate später, aufgrund seiner Vorliebe für Insekten und des Kanjis für Insekt in seinem Namen, in Mushi Production umbenannt. Er warb Animatoren ab, die er bei Tōei kennengelernt hatte, und ließ zunächst zwei eher experimentelle Kurzfilme produzieren.
Der endgültige Durchbruch für Tezukas Studio sollte allerdings erst im Januar 1963 folgen, als die erste Episode der schwarzweißen Zeichentrickumsetzung von Astro Boy im japanischen Fernsehen ausgestrahlt wurde. Es war der erste Fernseh-Anime mit halbstündigen Folgen – dieses Format wurde in den nächsten Jahren zum Standard für eine Vielzahl von Anime. Astro Boy konnte durch die Fernsehserie seine Popularität um ein Vielfaches steigern. Merchandise wurde zu der beliebten Figur hergestellt und weitere Anime, die auf Manga Tezukas basierten, wurden produziert. Bereits einige Monate nach der japanischen Erstausstrahlung von Astro Boy reiste Tezuka in die USA, wo der Rechtehändler NBC Enterprises die Ausstrahlungsrechte für die Serie erwarb. Kurze Zeit später war Astro Boy auch in den USA erfolgreich auf diversen Regionalsendern zu sehen, weitere Ausstrahlungen in zahlreichen Ländern wie Frankreich, Großbritannien und Deutschland folgten. 1964 wurde auch Kimba in eine Zeichentrickserie umgesetzt, die jedoch im Gegensatz zu den bis dahin ausgestrahlten japanischen Fernsehserien und auch auf Wunsch der japanischen und amerikanischen Geldgeber in Farbe war. Es folgten weitere erfolgreiche Serien, jedoch konnten diese die Kosten des Studios nicht decken. Tezuka hatte bei Astro Boy einen bei weitem nicht kostendeckenden Preis angesetzt, damit das Projekt nicht daran scheitert und um Wettbewerber vom Animemarkt abzuschrecken. Obwohl er privates Vermögen in das Studio investierte, Einnahmen über Merchandising und ausländische Lizenzen einwarb, häufte das Studio immer höhere Schulden an. 1971 trat Tezuka als Vorsitzender von Mushi Production zurück. In der Wirtschaftskrise Anfang der 1970er Jahre musste das Studio 1973 schließen. Um seine Manga-Rechte zu verwalten, gründete Tezuka bereits 1968 Tezuka Productions, das auch die Recht an den Anime hielt, sodass die Werke auch nach dem Ende des Studios weiter vermarktet werden konnten. 1977 trat er erneut in die Anime-Produktion ein, als Tezuka Productions ein neues Studio Mushi Production gründete.

### Neuorientierung
Mitte der 1960er-Jahre nahm Tezukas Popularität langsam ab. Dies lag an neuen Mangagattungen, den Gekiga, die sich mit realistischen Erzählungen und Zeichenstilen an erwachsene Leser richteten. Künstler wie Yoshiharu Tsuge, Shirato Sanpei und Shigeru Mizuki waren die neuen „Stars“ im Manga-Geschäft, das alternative Manga-Magazin Garo nahm an Beliebtheit zu. Tezukas an Kinder gerichtete Manga und seine typische Erzählweise hingegen waren zu ausgeschöpft. Er verfiel in eine Schaffenskrise und sogar die Geschichte von Astro Boy musste drastische Wendungen erfahren, bis sie 1968 schließlich eingestellt wurde.
Tezuka zeichnete nun nicht mehr in seinem gewohnt harmonischen und fröhlichen Stil, seine neuen Werke sollten den Gekiga, insbesondere den Werken Yoshihiro Tatsumis, angepasst sein. Das Resultat waren ungewöhnliche Geschichten mit komplexen Handlungsverlaufen, düsteren Themen und vielen stilistischen Brüchen. Er gründete das Manga-Magazin COM, das sich – ähnlich wie Garo – mit zum Teil alternativen Manga an eine ältere Leserschaft richtete. Unter anderem Zeichner wie Daijirō Mohoroshi, Moto Hagio und Keiko Takemiya arbeiteten für das Magazin. Sein Manga Hi no Tori, der bis dahin in Shōnen- und Shōjo-Magazinen für jüngere Leser erschienen war, war eine der ersten Serien des Magazins; der Großteil der Geschichte wurde schließlich in COM veröffentlicht. Mitte der 1970er wurde das Magazin allerdings wieder eingestellt.

### Zweite große Schaffensphase
In den 1970er-Jahren fand Tezuka wieder zu einem Erfolgskonzept, das sich jedoch von seinem alten unterschied. Die neuen Geschichten waren komplex, hatten vielschichtige Charaktere und richteten sich oftmals an Erwachsene. So entstand Black Jack über einen geheimnisvollen Arzt, der für seine angesehenen medizinischen Fähigkeiten große Geldsummen verlangt. Dieses Werk erregte durch die detailreiche Schilderung von Operationen und das häufige Vorkommen medizinischer Begriffe Aufmerksamkeit. Buddha, an dem er von 1972 bis 1983 arbeitete, erzählt die Lebensgeschichte Siddhartha Gautamas, dem Begründer des Buddhismus, und nimmt diese Figur als Ausgangspunkt für die teilweise fiktiven Schicksale mehrerer Personen im 6. Jahrhundert v. Chr. in Indien. Zu dieser Zeit erhielt Tezuka Spitznamen wie „japanischer Walt Disney“ oder „Manga no Kami-sama“ („Gott der Comics“).
Anfang der 1970er-Jahre wurde erstmals der Tezuka-Preis vom populären Shōnen-Jump-Magazin zur Förderung neuer Zeichentalente vergeben. Der Namensgeber stellte das Hauptmitglied der Jury dar. 1977 nahm sich der Kodansha-Verlag der Aufgabe an, alle Werke Tezukas in einer Reihe namens Gesamtwerk des Tezuka Osamu (手塚治虫漫画全集, Tezuka Osamu Manga Zenshū) zu verlegen, das zunächst 1984 nach 300 Bänden abgeschlossen wurde. Von 1994 bis 1997 erschienen weitere 100 Taschenbücher in dieser Reihe.

### Die letzten Jahre
In den 1980er-Jahren reiste er in der Welt herum und machte japanische Comics weltweit bekannter. Unter anderem freute er sich als großer Disney-Fan über einen Aufenthalt im Disneyland. Zu dieser Zeit zeichnete Tezuka auch wichtige Werke wie Adolf, eine im Zweiten Weltkrieg spielende Geschichte über drei verschiedene Adolfs – einen Halbjapaner namens Adolf, der in Deutschland lebt, einen jüdischen Adolf und Adolf Hitler.
Allerdings verbrachte er in den 1980er-Jahren auch viel Zeit im Krankenhaus und musste einige Operationen hinter sich bringen. Der Grund für die gesundheitlichen Probleme lag im Stress, den ihm das Manga-Zeichnen bereitete. Und obwohl er selbst im Krankenhaus an seinen Comics weiterzeichnete, blieben einige seiner Arbeiten wie etwa Hi no Tori unvollendet. Er starb am 8. Februar 1989 im Alter von 60 Jahren an Krebs. Nach seinem Ableben wurde vermehrt Sekundärliteratur über ihn veröffentlicht, Verwandte und Nahestehende gaben in den Medien Interviews über seine Person.
Internationale Bekanntheit erlangte er allerdings erst nach dem Tod, als Serien wie Dragonball und Sailor Moon einen Anime- und Manga-Boom auslösten und auch seine Werke weltweit verlegt wurden.

## Stil
Osamu Tezuka kombinierte einfach gezeichnete Körper mit überproportional dargestellten Augen. Die Figuren aus seiner frühen Zeit als Comiczeichner unterscheiden sich dabei deutlich von denen seiner späteren Werke. Während die Figuren seiner Anfangszeit noch rundlich gezeichnet und an den Figuren von Walt Disney orientiert waren, widmete er sich ab Mitte der 1970er-Jahre realitätsnäher gezeichneten Figuren. Weitere Unterschiede zwischen Anfangs- und Spätphase Tezukas lassen sich etwa im Aufbau der Erzählungen, Kulisse und Inspirationen feststellen. In den 1940er- und 1950er-Jahren verwendete Tezuka in seinen Erzählungen klassische Methoden des Spannungsaufbaus, in seiner späten Schaffensphase waren seine Geschichten von ineinander verwobenen Erzählsträngen geprägt. Seine ersten Manga spielten hauptsächlich in Science-Fiction- und Märchenwelten, später an realistisch dargestellten oder historisch wichtigen Orten.
Auch seine Inspirationen blieben sein Schaffen über nicht dieselben. Ab 1947 wurde Tezuka bei seinen an Kinder gerichteten Mangas vor allem von den Filmen Walt Disneys, frühen Hollywood-Filmen, Märchen und Abenteuerromanen beeinflusst. Zu dieser Zeit verwendete er in seinen Comics eine äußerst filmische Erzählweise. Ab Mitte der 1960er-Jahre ließ er sich mehr von Schriftstellern wie Edgar Allan Poe und Franz Kafka sowie von einigen Gekiga beeinflussen und baute philosophische Einwürfe in seine Arbeiten ein. In den 1980er-Jahren las er Biographien international berühmter Persönlichkeiten und Dokumentationen geschichtlicher Begebenheiten.
Kritisiert wurde Tezukas Art, Menschen mit schwarzer Hautfarbe in seinen Frühwerken darzustellen; als dümmliche Wilde, die nicht wissen, ob sie zu den Guten oder den Bösen gehören sollen. Tezuka Production, die Firma, die seinen Nachlass verwaltet, weist bei ausländischen Manga-Veröffentlichungen seiner Werke deshalb stets darauf hin, dass Tezuka kein rassistischer Mensch war, allerdings generell seine Manga-Figuren humorvoll und unrealistisch behandelte.

### Themen
Seine Erfahrungen während des Zweiten Weltkriegs beeindruckten den jungen Tezuka stark, so dass das grundlegende Fundament seines Werkes ein stark ausgeprägter Humanismus ist. So wird zum Beispiel Astro Boy als engagierter Aufruf gegen Rassismus rezipiert. Der Krieg wird teilweise sehr direkt thematisiert, beispielsweise in Adolf und einem Abschnitt von Apollo no Uta, welche beide auch als Holocaust-Dramen klassifiziert werden können.
Ein weiterer wichtiger Themenkomplex stammt aus der ärztlichen Ausbildung Tezukas, beispielsweise handelt Black Jack von einem exzentrischen Schwarzmarkt-Arzt mit einem eigenwilligen Wertesystem und Kirihito von der Korruption in der medizinischen Welt. Ebenso durchziehen metaphysische Themen sein Werk; insbesondere seine späteren Werke wie Buddha und Hi no Tori behandeln Religion und fernöstliche Philosophie in epischer Breite. Intensive und teilweise sehr komplizierte zwischenmenschliche Beziehungen spielen ebenfalls eine wichtige Rolle und als einer der ersten Mainstream-Mangaka beschäftigt sich Tezuka in dem Thriller MW von 1976–78 explizit mit Homosexualität. Der von den Gekiga und dem Neorealismus inspirierte explizit politische Thriller Ayako erzählt die Geschichte einer alteingessenen Familie von Landbesitzern im unmittelbaren Nachkriegsjapan. Nach und nach werden die düsteren Geheimnisse der moralisch völlig korrumpierten Familie aufgedeckt und Tezuka geht darin sogar auf inzestuöse Beziehungen ein. In Nebenhandlungen werden die Konflikte zwischen Familienmitgliedern, zwischen Individualismus und Kollektivismus sowie das Verhältnis von Kommunismus zu traditionellen japanischen Familien und Werten behandelt.
Tezuka wird bis heute vor allem wegen seiner außergewöhnlichen Bandbreite an Themen geschätzt und galt zu Lebzeiten als hochangesehener Intellektueller in der japanischen Gesellschaft, der sich gelegentlich in öffentliche Diskurse einbrachte. Er selbst bezeichnete sich als politisch progressiv.

### Das Starsystem
Als besonderes Merkmal von Tezukas Gesamtwerk gilt sein sogenanntes Starsystem, benannt nach der Praxis des klassischen Hollywoodkinos, bestimmte Schauspieler zu schnell wiedererkennbaren Stars eines bestimmten Rollenfachs auszubilden. Das Aussehen der Tezuka-Stars ist dabei konsistent und auch die Charaktereigenschaften sind gleichbleibend. Zum Beispiel ist die Figur Kenichi sowohl in Kitarubeki sekai als auch in anderen Werken wie Kimba, der weiße Löwe der Hauptcharakter der Handlung. Häufig wiederkehrende Bösewichte sind unter anderem der impulsive Hamegg oder der gerissene Acetylene Lamp, welcher leicht an seinem quadratischen Gesicht und der Kerze in der Delle in seinem Hinterkopf zu erkennen ist. Dadurch stellt Tezuka einen starken Metabezug in seinem Werk her.
So impliziert der Gebrauch des Systems, dass er die Comicfiguren als eine Art Schauspieler betrachtet und so den fiktionalen Charakter seines Werkes betont. Er selbst tritt auch als Star in Erscheinung und gibt in etwa Einführungen zu wiederveröffentlichten Kapiteln von Astro Boy, in denen er sich teilweise mit den Figuren unterhält und sie sogar inhaltlich auf die Geschichte vorbereitet. Außer als Autor der Comics tritt Tezuka auch in anderen Rollen auf, beispielsweise als Taxifahrer in Adolf. Ein weiterer häufig anzutreffender Star ist der Hyōtan-Tsugi, eine Art Mischung aus Schwein und Kürbis, der als Comic Relief für Slapstick-Momente sorgt. Das Design geht auf eine Zeichnung von Tezukas Schwester zurück.
Das Starsystem benutzte er vorrangig in der ersten Hälfte seines Schaffens. In seinem von der Gekiga-Szene beeinflussten Schaffensphase greift er eher auf komplett neue Designs zurück, mit Ausnahme etwa von Adolf, in dem zum Beispiel Acetylene Lamp als Gestapo-Offizier Herr Lampe auftritt.

## Wirkung

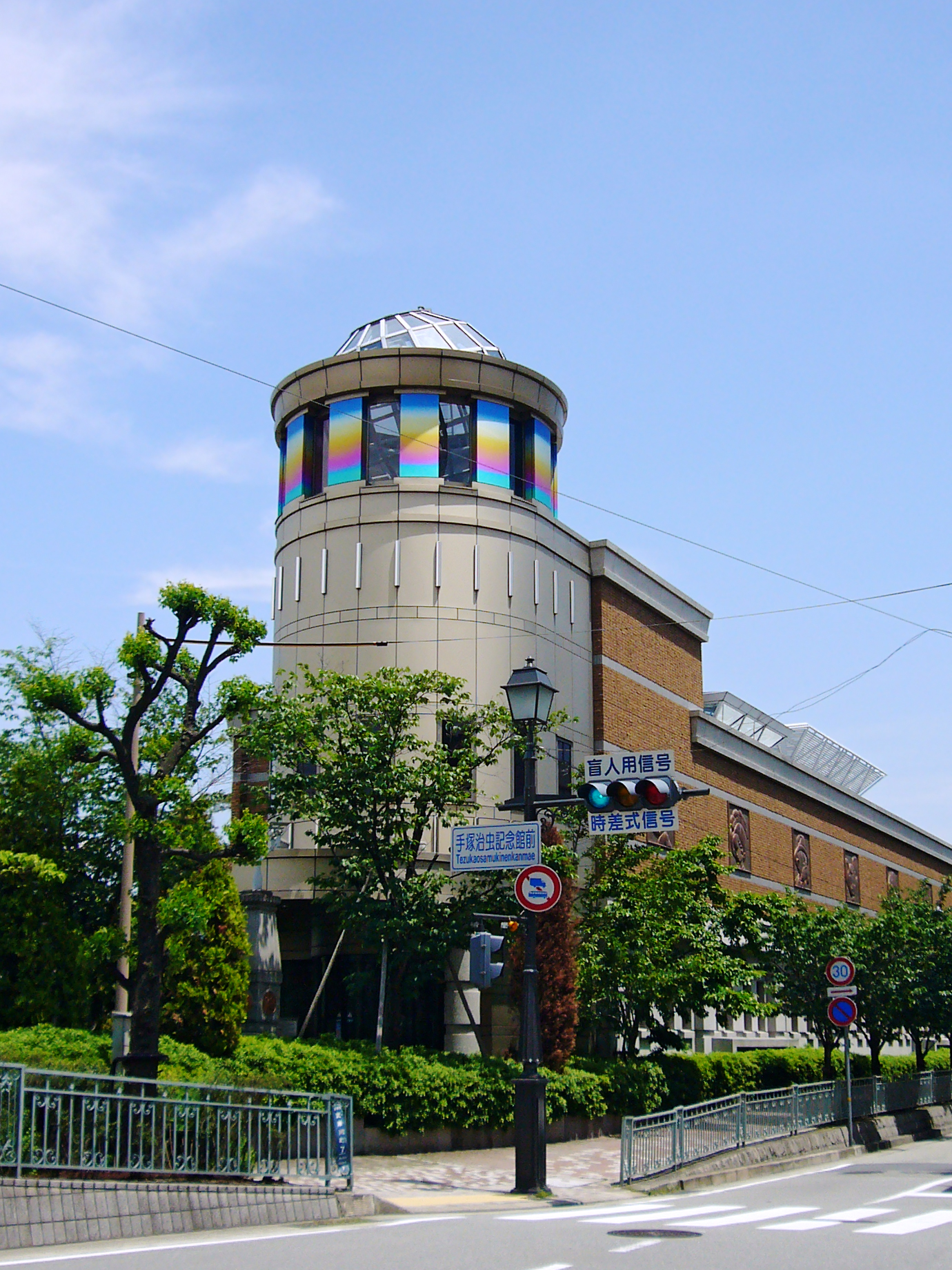
Das Tezuka-Museum in Takarazuka

Osamu Tezuka hat ab 1947 viele andere Zeichner beeinflusst (darunter zum Beispiel Moto Hagio, Keiji Nakazawa, Shinji Nagashima, Fujiko Fujio, Hitoshi Iwaaki und Nobuhiro Watsuki). Auch heute noch wird Tezuka von zahlreichen Manga-Fans vor allem für seinen überaus produktiven Output, seine unkonventionelle Technik sowie die Kreation mehrerer völlig neuer Manga-Genres geschätzt. Seine Rolle als Schöpfer des modernen Manga ist jedoch auch umstritten. Seine Person und Leistung waren seit den 1990er Jahren in der Mangaforschung ein zentrales Thema. Auf der einen Seite wird er als Schöpfer eines „neuen und ureigen japanischen“ Mediums Manga angesehen. Andere weisen darauf hin, dass manche von Tezukas vermeintlich neuen Erzähltechniken bereits früher in Japan ausprobiert wurden, jedoch noch keinen großen Erfolg hatten, und dass er nicht in allem die Vorreiterrolle hatte, die ihm zugesprochen wird. Dass Osamu Tezuka mit seinen Werken erheblich zur Popularisierung des Mediums beigetragen hat, ist unstrittig. In der Hervorhebung Tezukas als Schöpfer des Mangas vor allem in den 1990er Jahren lag auch das Interesse, das Medium als besonders modern darzustellen.
Auch Osamu Tezukas Rolle als Anime-Pionier, die ihm häufig zugeschrieben wird, ist umstritten. Obwohl die unter ihm entstandene Serie Astro Boy die erste halbstündige Animeserie war und damit etwas bis dahin von vielen in der Branche für unmöglich gehaltenes erreichte, sehen einige Kollegen und Forscher die Innovationen nicht bei Tezuka. Vieles war zuvor bereits bei Tōei Animation erreicht wurden, sowohl hinsichtlich der Produktionsabläufe als auch mit Ausbildung einer großen Zahl an Animatoren, auf deren Fertigkeiten Tezuka dann zurückgreifen konnte. Auch wird davon ausgegangen, dass ohne Tezuka auch ein anderes Studio noch im gleichen Jahr eine erste volle Serie herausgebracht hätte, wie es mit Ōkami Shōnen Ken auch geschehen ist. Dennoch hatte Tezuka, wie es Jonathan Clements beschreibt, erheblichen Einfluss auf das Medium: Er mobilisierte die bis dahin geschaffenen Arbeitsmethoden und Arbeitskräfte erstmals für eine Fernsehproduktion und beschleunigte damit die Expansion der Branche. Dabei wurden durch die Mitarbeiter unter ihm, aber auch durch Tezuka selbst Methoden der Limited Animation erprobt und in großem Maße eingesetzt wie nicht zuvor, was die Branche technisch und stilistisch prägte. Auch Tezukas eigener Zeichenstil, den er in seine Anime einbrachte, wirkte auf viele ihm nachfolgende Animatoren. Schließlich nutzte Tezuka erstmals in großem Umfang Merchandising und Lizenzverkäufe sowie den Medienverbund mit Manga, um die Serien zu finanzieren. Dies wurde zu einem verbreiteten Merkmal von Anime-Produktionen.
Wegen seiner andauernden Beliebtheit erfahren viele seiner Manga auch heute noch Anime-Umsetzungen. So entstand nach langem Warten von Tezuka-Fans 2001 ein Anime-Film zu Metropolis (im deutschsprachigen Raum als Robotic Angel veröffentlicht) und 2004 eine Anime-Serie zu Hi no Tori. Von Oktober 2004 bis September 2006 wurde im japanischen Fernsehen auch ein Black-Jack-Anime mit Erfolg ausgestrahlt. Durch dessen neuen Black-Jack-Boom entstanden auch mehrere Remakes des Mangas (unter anderem von Narumi Kakinouchi).
Nach Tezukas Tod wurde 1990 durch eine Einzelausstellung im Nationalmuseum für moderne Kunst in Tokio das erste Mal das Lebenswerk eines Mangaka präsentiert. 1994 wurde in Takarazuka, wo Tezuka aufwuchs, ein Osamu-Tezuka-Museum eröffnet. Dieses überschritt 1996 die Grenze von einer Million Museumsbesuchen.
Der Film Der König der Löwen aus den Disney Studios weist einige Ähnlichkeiten zu Tezukas Kimba, der weiße Löwe auf. Einige Szenen sollen sogar direkt aus dem Manga übernommen worden sein. Tezuka Productions verzichtete auf eine Klage, da Tezuka selbst von Walt Disney beeinflusst wurde.
Seit Juni 1997 existiert der Osamu-Tezuka-Kulturpreis. Dieser wird von der Zeitung Asahi Shimbun jährlich an herausragende Manga-Arbeiten verliehen. Zu den ersten Preisträgern zählten Moto Hagio und Fujiko F. Fujio. 2005 gewann der auf Tezukas Astro Boy basierende Thriller Pluto von Naoki Urasawa den Preis.

## Auszeichnungen
In seiner Karriere und auch nach seinem Tod erhielt Tezuka aufgrund seiner Beliebtheit und außergewöhnlichen Leistung im Bereich Manga und Anime zahlreiche Auszeichnungen. Darunter folgende:
- Shōgakukan-Manga-Preis (1958) für Beeko-chan und Manga Seminar on Biology
- Children’s Welfare and Cultural Award (1966) für Kimba, der weiße Löwe
- Bungei-Shunjū-Manga-Preis (1975) für Buddha und Dōbutsu tsuredzure kusa
- Kōdansha-Manga-Preis (1977) für Mittsume ga Tooru und Black Jack
- Grand Prix des Hiroshima Kokusai Animation Festivals (1985) für Broken Down Film
- Kōdansha-Manga-Preis (1986) für Adolf
- Asahi-Preis (1987) für seine kreativen Leistungen im Bereich Manga und Anime in der Nachkriegszeit
- Eisner Award (2004 und 2005, Best U.S. Edition of Foreign Material) für Buddha
- Max-und-Moritz-Preis-Nominierung (2006) für Adolf

## Werke (Auswahl)

### Manga
- Mā-chan no Nikkichō (マアチャンの日記帳, 1946)
- Shin Takarajima (新宝島, 1947, 1 Band)
- Mahō Yashiki (魔法屋敷, 1948, 1 Band)
- Gessekai Shinshi (月世界紳士, 1948, 1 Band)
- Lost World (ロストワールド, rosuto vārudo, 1948, 2 Bände)
- Metropolis (メトロポリス, metoroporisu, 1949, 1 Band)
- Faust (ファウスト, fausuto, 1950, 1 Band)
- Kimba, der weiße Löwe (ジャングル大帝, Janguru Taitei, 1950–1954, 3 Bände)
- Kitarubeki sekai (来るべき世界, 1951, 2 Bände)
- Bambi (バンビ, 1951, 1 Band)
- Captain Atom (アトム大使, 1951–1952)
- Boku no Son Gokū (ぼくのそんごくう, 1952–1959, 8 Bände)
- Astro Boy (鉄腕アトム, Tetsuwan Atomu, 1952–1968, 21 Bände)
- Ribon no Kishi (リボンの騎士, 1953–1956, 3 Bände)
- Hi no Tori (火の鳥, 1954–1957, 1967–1973, 1976–1981, 1986–1988, 17 Bände)
- Big X (ビッグX, 1963–1966, 4 Bände)
- W3 (1965–1966, 3 Bände)
- Vampires (バンパイヤ, banpīya, 1966–1967, 4 Bände)
- Dororo (どろろ, 1967–1968, 4 Bände)
- Kūki no soko (空気の底, 1968–1970, 2 Bände)
- Umi no Triton (海のトリトン, 1969–1971, 4 Bände)
- The Crater (ザ・クレーター, 1969–1970, 3 Bände)
- Fushigi na Melmo (ふしぎなメルモ, 1970–1971, 2 Bände)
- Kirihito (1970–1971)
- Ayako (奇子, 1972–1973, 3 Bände)
- Barbara, 1973, 2 Bände
- Buddha (ブッダ, 1972–1983, 14 Bände)
- Black Jack (ブラック・ジャック, Burakku Jacku, 1973–1984, 25 Bände)
- Mittsume ga Tōru (三つ目がとおる, 1974–1978, 13 Bände)
- Mw (1976–1978, 3 Bände)
- Uniko (ユニコ, 1976–1979, 2 Bände)
- Don Dracula (ドン・ドラキュラ, 1979, 3 Bände)
- Nanairo Inko (七色いんこ, 1981–1983, 7 Bände)
- Hidamari no Ki (陽だまりの樹, 1981–1985, 11 Bände)
- Adolf (アドルフに告ぐ, Adorufu ni Tsugu, 1983, 4 Bände)
- Midnight (ミッドナイト, 1986–1987, 6 Bände)
- Gringo (グリンゴ, 1987–1989, 3 Bände)
- Ludwig B. (ルードウィヒ・B, 1987–1989, 2 Bände)
- Neo-Faust (ネオ・ファウスト, 1989, 1 Band)

### Anime
- Saiyūki (Kinofilm, 西遊記, 1960, Storyboard)
- Aru Machikado no Monogatari (Kinofilm, ある街角の物語, 1962, Produzent, Drehbuch)
- Arabian Knight: Sindbad no Bōken (Kinofilm, アラビアンナイト　シンドバッドの冒険, 1962, Drehbuch)
- Astro Boy (TV-Serie, 鉄腕アトム Tetsuwan Atomu, 1963–1966, Regie bei mehreren Episoden)
- Shin Takarajima (新宝島, 1965, Regie)
- Sen’ichiya Monogatari (Kinofilm, 千夜一夜物語, 1969, Produzent, Drehbuch)
- Cleopatra (Kinofilm, クレオパトラ, 1970, Regie, Drehbuch)
- Hi no Tori 2772: Ai no Cosmoszone (Kinofilm, 火の鳥2772 愛のコスモゾーン, 1980, Regie, Drehbuch)
- Unico – Das Hörnchen (Kinofilm, ユニコ, 1981, Regie)
- Bagi (TV-Spezial, 1984)
- Broken Down Film (Kurzfilm, Onboro Film / おんぼろフィルム, 1985, Regie, Drehbuch)
- Muramasa (Kurzfilm, 村正, 1987, Regie, Drehbuch)
- Mori no Densetsu (OVA, 森の伝説, 1987, Regie, Drehbuch, Charakterdesign)